# Península Verde
La península Verde es un accidente geográfico costero ubicado en el partido de Villarino de la provincia de Buenos Aires  (Argentina). Se encuentra a aproximadamente a 50 km al sur de la localidad de Punta Alta y a unos 60 km de la localidad de Mayor Buratovich. Limita al norte con la bahía Verde y al sur con la caleta Brightman. Durante las mareas altas excepcionales, por ejemplo de tormentas, se convierte en una isla. Tiene unas dimensiones aproximadas de 25 km de largo máximo en sentido noroeste-sudeste y un ancho máximo de 7 km. Se encuentra en un área de difícil acceso, principalmente solo por agua o por aire.
Esta península es propiedad del Estado Nacional por intermedio de la Armada Argentina. En el extremo sudeste se encuentra el Faro El Rincón que señala la entrada a Puerto Belgrano y bahía Blanca. Este faro está emplazado en un predio de 4 hectáreas cedidas por Adolfo Luro al Ministerio de Marina.